# Extraprovinzielle anglikanische Kirche
Als extraprovinzielle anglikanische Kirchen (engl. extra-provincial Anglican churches) bezeichnet man eine Reihe von kleineren anglikanischen Kirchenverbänden mit halbautonomem Status, die innerhalb der Anglikanischen Gemeinschaft keine eigene Provinz (d. h. Landeskirche) bilden und damit über keinen eigenen Primas verfügen, sondern dem Metropoliten einer anderen Kirchenprovinz, im Normalfall dem Erzbischof von Canterbury, untergeordnet sind. Da abgesehen von der Church of Ceylon sämtliche dieser Kirchen nur aus einer einzigen Diözese bestehen, spricht man auch von extraprovinziellen Diözesen (extra-provincial dioceses).
Extraprovinzielle Kirchen, deren Metropolit der Erzbischof von Canterbury ist, sind die Anglican Church of Bermuda, die Church of Ceylon, das Parish of the Falkland Islands, die  Lusitanische Kirche von Portugal und die Reformierte Episkopalkirche Spaniens. Daneben existiert die Episkopalkirche von Kuba, der ein Metropolitankonzil, bestehend aus den Primassen der drei anderen nordamerikanischen anglikanischen Kirchen, vorsteht. In der Vergangenheit gab es weitere extraprovinzielle Kirchen, so entstand die heutige Episkopalkirche des Nahen Ostens 1974–76 aus dem seit 1957 bestehenden extraprovinziellen Erzbistum Jerusalem.
Der Begriff „extraprovinzielle Diözese“ wird des Weiteren in anderer Bedeutung auch auf die Diözese Tasmanien der Anglican Church of Australia angewandt, da diese keiner der Kirchenprovinzen auf dem australischen Festland angehört. 
Gelegentlich werden auch die Diözesen Puerto Rico und Venezuela der amerikanischen Episkopalkirche als extraprovinzielle Diözesen betrachtet, obwohl diese in einer Kirchenprovinz organisiert sind
Siehe auch: Liste der anglikanischen Kirchen